# Каменные грибы
Каменные грибы — останцы в форме гриба. Механизм образования грибов может быть различным: эрозия, выветривание, действие ледников, растворение окружающей породы. Каменные грибы встречаются во многих странах. В России хорошо известны грибы в долине Чулышмана, Алтай. На южном берегу Крыма существует памятник природы «Каменные Грибы» в долине Сотера.